# کوه فی
کوه فی (به انگلیسی: Fay Peak) یک قله و کوه در ایالات متحده آمریکا است که در واشینگتن واقع شده‌است. کوه فی ۱٬۹۷۸٫۷۹ متر بالاتر از سطح دریا واقع شده‌است.